# Мандрес (окръг Фамагуста)
Ма̀ндрес (на гръцки: Μάντρες; на турски: Ağıllar) е село в Кипър, окръг Фамагуста. Според статистическата служба на Северен Кипър през 2011 г. селото има 188 жители.
Де факто е под контрола на непризнатата Севернокипърска турска република.